# 塩原恒夫
塩原 恒夫（しおばら つねお、1963年〈昭和38年〉6月12日 - ）は、福島県会津若松市出身のフリーアナウンサーで、元フジテレビアナウンサー。

## 来歴・人物
実家は酒屋である。趣味は映画鑑賞で塩原と同期の笠井と同様、年間100本以上は鑑賞するといい、この趣味が日本映画専門チャンネルの番組出演時などに活かされている。
福島県立会津高等学校を経て埼玉大学卒業後、1987年、フジテレビに入社。1999年には第15回FNSアナウンス大賞の大賞を受賞している。
入社時からスポーツ番組に携わっており、フィギュアスケート世界選手権の女子シングルやオリンピックなどの大きな国際大会では前述の女子シングルとともにペアの実況も担当している。
2014年2月のソチオリンピックではジャパンコンソーシアムの一員として主にフィギュアスケートを実況しており、フィギュアスケート男子シングル・フリーで羽生結弦が同種目としては日本人初となる金メダルを獲得した瞬間を伝えた。
2017年7月1日付で兄弟会社のBSフジに出向し、広報局専任局次長となり、2018年4月30日付でBSフジ編成局広報担当局長に昇格。特別番組の司会やナレーションなど、同局で引き続きアナウンス業務を行った。
フジテレビで2022年1月から50歳以上の早期退職者を募集、塩原もそれに応募しており、これに伴い2022年3月31日をもって退職。
退社後はフジテレビのグループ会社東京フイルム・メート（現在のフジ・メディア・テクノロジー）所属のフリーアナウンサーとして活動している。

## 競馬実況
長年競馬中継を担当しており、2005年には念願の日本ダービーを初実況。以降、2012年まで8年連続で実況を担当した（2013年から2017年までは青嶋達也、2018年から2021年までは福原直英、2022年から倉田大誠に譲っている）。
2007年の日本ダービーではウオッカが優勝し、64年ぶりとなる牝馬のダービー制覇の瞬間を伝えた。
その一方で有馬記念の実況は同時期に行われている全日本フィギュアスケート選手権（女子）の実況を2013年まで担当していた関係で実現していなかったが、2014年の第59回から2016年の第61回まで実況を担当した。
1998年11月1日に東京競馬場で開催された第118回天皇賞（秋）を担当した際、サイレンススズカの故障事故が発生。この時の観客席の雰囲気を表現した「沈黙の日曜日」というフレーズは、現在でも同レースを形容する言葉として用いられている。
2022年4月から、塩原の地元・福島でエキサイティング競馬（福島テレビ）の土曜日司会を担当することになり、5年ぶりに競馬中継に復帰した。

### 競馬GI競走実況歴
日本
- フェブラリーステークス - 1997年〜1999年
- 皐月賞 - 2000年〜2005年
- 優駿牝馬 - 1996年〜2003年
- 東京優駿 - 2005年〜2012年
- 安田記念 - 1992年、1994年〜1995年、2004年
- スプリンターズステークス - 1992年、1994年
- 天皇賞・秋 - 1995年、1998年〜2005年、2015年[8]
- ジャパンカップ - 2002年〜2003年、2006年〜2012年
- 朝日杯フューチュリティステークス - 1991年、1993年、1995年〜1996年、1998年〜1999年、2004年
- 中山大障害 - 2000年、2003年（実質は2004年1月）
- 有馬記念 - 2014年〜2016年

社名競走（フジテレビ賞）
- スプリングステークス - 2014年〜2017年

海外
- ジャック・ル・マロワ賞 - 1998年
- 凱旋門賞 - 2014年[9]〜2015年

実況集
「残り400（m）の標識にかかりました。残り400の標識、最終コーナーカーブ、ヒシクレバーが先頭で向かってきた!そして、エイシンワシントン、並んでホクトフィーバス、外を通ってサクラバクシンオー、サクラバクシンオーがここで先頭に立った!バクシンオーが先頭に立った!バクシンオーが先頭に立った!さあ、小島太、これが最後の愛の鞭、これが最後の愛の鞭、バクシンオーだ!バクシンオーだ!引退レース、バクシンオーが先頭だ!そして、12番のビコーペガサス、4番のキョウエイキーマンが2番手というところ、しかし、勝ったのはサクラバクシンオーです!!史上7頭目の同一GI連覇を果たしました!サクラバクシンオー、これで引退レースです!これで最後です!しかも勝ちタイム、1分7秒1という日本レコード!サクラミライのマークした1分7秒6、ミライからバクシンオーへ、サクラ軍団がタスキを渡した形のタイム決着ということになりました!」（1994年スプリンターズステークス）
「最終コーナーカーブして乙女たち、心震わす最後の直線ストレート、桜の向こうにフィニッシュが煌めく。先頭はノースサンデー、ノースサンデー先頭だ、そしてエアグルーヴが上がって来た、エアグルーヴ一気に上がって来た、坂を駆け上がるのはエアグルーヴ先頭か、エアグルーヴ先頭か、真ん中を通ってマックスロゼ、真ん中通ってマックスロゼ、その後ろからは外を通ってファイトガリバーやって来た!ファイトガリバーやって来た!田原（成貴）とファイトガリバー、さあしかし、エアグルーヴ頑張っている、エアグルーヴ頑張っている、ロゼカラーも来ている!ロゼカラーも来ている!先頭は、先頭はエアグルーヴ、エアグルーヴです!母と娘が13年の時を経て、ターフに夢をつなぎました!エアグルーヴです!ダイナカールの娘です!」（1996年優駿牝馬）
「3コーナー、飛ばしに飛ばしてサイレンススズカ、武豊が行く、まだその後ろ、単独の2番手でサイレントハンターが続いている!後続の各馬、大丈夫なのか⁉捕まえる事が出来るのか?大欅の向こうを過ぎて行きました。さあサイレンススズカ予定通りの逃げ…あっちょっと、手応えがどうなんだ?さあ、ここで抑えるような恰好、あーっ、ちょっと、サイレンススズカ、サイレンススズカに故障発生です!なんということだ!4コーナーを迎えることなく、レースを終えた武豊、沈黙の日曜日!!先頭はここでサイレンス、オフサイドトラップ、オフサイドトラップが先頭に立った、オフサイドトラップ、外を通って、メジロ（ブライト）に鞭が入る!メジロに鞭が入る!（中略）先頭は、先頭は、オフサイドトラップ、オフサイドトラップが先頭だ!オフサイドトラップが先頭だ!オフサイドトラップ、さあ、そして、ステイゴールドが上がってきている、ステイゴールドが上がってきている!先頭はオフサイド、オフサイドトラップ先頭!内のほうからステイゴールド、内のほうからステイゴールド、しかし、なんと8歳馬、オフサイドトラップ!!驚きました、オフサイドトラップ、8歳馬!3連勝で盾の戴冠!1分59秒3、上がりの3ハロンは36秒5!そして心配なのは、サイレンススズカ、悲劇は4コーナーの手前で待っていました。どうやら右後（脚）ということになるんでしょうかね、武豊騎手とサイレンススズカの…連勝は7に伸びることはありませんでした。」（1998年天皇賞・秋）
「予想通りアンブラスモア先頭で、さあ直線コースを迎えました。直線コースを迎えました。アンブラスモア先頭だ、最内をついたのはキングヘイロー、それからサイレントハンター、外を通ってエアジハード上がってくる、エアジハード、それからステイゴールド、その外からスペシャルウィーク、その外からスペシャルウィークだ、しかし、まだ200をきってアンブラス頑張ったアンブラス頑張った、さあセイウンスカイ、スペシャルウィーク、スペシャルウィーク セイウンスカイ、スペシャルウィーク、スペシャルウィーク先頭に立つか、スペシャルウィーク、そしてステイゴールド、スペシャルウィーク最後に先頭1着!スペシャルウィークです。春秋盾連覇!そして武豊にしてみれば1年遅れの天皇賞秋!1着でのゴールです!勝ちタイムは1分58秒0、勝ちタイムは1分58秒0、レコードの赤い文字が今、灯りました。最後はやっぱりスペシャルウィーク、激戦のこの天皇賞を制しました。」（1999年天皇賞秋）
「7万の歓声に応えて、4コーナーのカーブ直線コース!黒い帽子が先頭でさあ向かって参りました!メイショウドトウ!トレジャーが追いかける!内の方からステイゴールド!さあそしてテイエム（オペラオー）だ!オペラオーだ!オペラオーだ!ジョウテンブレーヴも上がってきている!ここで、さあ、まだメイショウ先頭だ!ここでムチが入ってテイエムオペラオー期待に応えるか!オペラオーが上がってくる!そして、アグネスデジタル外から一気に上がってきた!しかしオペラオーオペラオー!大丈夫か!?外からアグネス!外からアグネスデジタルが最後は交わした〜〜!!これならば納得でしょう、クロフネ陣営も!アグネスデジタルです!勝ちタイム2分2秒フラット。GI3勝目は芝の2000mアグネスデジタル、四位洋文!」（2001年天皇賞秋）
「4コーナーのカーブから最後の直線へと向かって参りました。シンボリクリスエスは現在中団のところ、さあ赤い帽子が最後の直線でどう上がってくるか、タップダンスシチーの思い切った逃げがここで叶うのか、ようやくここでシンボリクリスエス、馬場の真ん中を通って上がってくる、最後の坂、ここは踏ん張り所です。さあ先頭はタップダンスシチー、そしてザッツザプレンティも懸命に粘る粘る粘る、そしてシンボリ外から伸びないか、外から伸びないか、内を通ってネオユニヴァース、しかし、リードは充分か?タップダンスシチー!2400（m）!逃げ切るとはこういう事だ!魅せてくれた仮柵沿い!タップダンスシチーです!2着にザッツザプレンティ、そして内からは8番のネオユニヴァースです。なんとなんと上位は全て日本馬、しかし本命は伸びず、勝ったのはタップダンスシチー。」（2003年ジャパンカップ）
「今、残り400（m）の標識を過ぎて、直線コースにこれから向かってまいります!さあ、横に大きく広がってくる中、ここがディープの晴れ舞台となるか、早くも、ディープインパクトが先頭に立っている!マイネルレコルトも頑張っている!それからアドマイヤジャパンも来ている!一気に突き放すか、ディープインパクト先頭に立っている!それからシックスセンスがなんと、2番手に上がってきている!先頭はディープインパクト〜〜!武豊、三冠馬とのめぐり逢い!まずは皐月、第一関門突破です!そして2着にはなんと、シックスセンスが飛び込んできました!」（2005年皐月賞）
「さあ、早くも先行馬を捉える形で、ディープ、最後の直線コースに入っています!横に大きく広がっている、レースを引っ張ったのはインティライミ先頭だが、外の赤い帽子、ディープインパクトが上がってくる!最後の坂にかかっている!内のほうからインティライミ頑張っているが、早くも、早くもディープインパクト先頭か、内ラチいっぱい、インティライミも頑張った。残り200（m）を切りました!さあ〜ディープ、ディープ、上がってきているのはディープインパクト、インティライミ2番手、大勢全く変わらない、このスピード、そして、この強さ〜〜!ついに決めた13年ぶり、無敗の2冠馬誕生!そして、秋の京都へ衝撃は引き継がれます!!2分23秒3は、去年のキングカメハメハのマークしたレコードタイ!やはりものすごい強さを、最後の直線、見せつけてくれました!」（2005年東京優駿）
「アサクサキングスピンクの帽子が先頭だ、サンツェッペリン2番手!皐月賞2番が追い上げてくる、さあ、そしてその後ろを通って今、ウオッカ上がってきた!黒い帽子がスーッとウオッカ上がってきた!そしてヴィクトリーは伸びないか?外からフサイチホウオー!外からフサイチホウオー!そしてアドマイヤオーラも連れて上がって来ている!しかし、先頭はウオッカだ!ウオッカ先頭だ!なんと、なんと、64年ぶり夢叶う!ウオッカ先頭!牝馬が見事に決めました!!ウオッカやった〜〜!!四位洋文右手でガッツポーズ〜〜!!これは恐れ入りました!2歳女王はなんと、牡馬を交えての3歳の頂点へ!!そしていま目の前で64年ぶりの快挙達成です!見事に牝馬ということを意識せず自分のレースにて接すると言っていた通り四位洋文、愛馬を最後の直線そしてゴール前、導きました。しかもこれは完勝!」（2007年東京優駿）
「さあ第4コーナー、そして、府中の長い直線に世界の夢は託されました!ここで、早くもウインバリアシオン先頭か!ミッションアプルーヴド内、そして、トーセンジョーダンも上がってくる構え!トレイルブレイザーが続いている、ブエナビスタが、さあ内の方で抜けてくるのかどうか!外からデインドリーム!世界と真っ向勝負が始まっている!トーセンジョーダン先頭か、ブエナビスタが上がってくる!ブエナビスタが前を捉える!ブエナビスタが前を捉える!トーセンジョーダンは2番手!ブエナビスタブエナビスタ!トーセンジョーダンも内で頑張ったが、勝ったのはブエナビスタ!!去年の借りを返しました!そしてジョッキー岩田康誠ガッツポーズ!女王は俺だけ!ブエナビスタ!見事にこの大舞台、1年前に失った流れを、馬は、そしてジョッキーは乗り替わって、新たな可能性を導き出しました。」（2011年ジャパンカップ）
「早くも大歓声がこの16頭を迎え入れようとしている中、エピファネイアがここで早くも先頭に上がって来た、エピファネイア先頭に立つ、そしてマークするようにジェンティルドンナ、さらにはラキシス、ゴールドシップ、役者が前に固まってきた!さあその中でエピファネイア先頭か、ジェンティル（ドンナ）ここで抜けて来るのか、ラストラン、鞭が入った、戸崎圭太、ジェンティルドンナ、ジェンティルドンナ、そしてゴールドシップも追いかけてくる、さらにはその内のほうからはトゥザワールドも突っ込んでくるが勝ったのはジェンティルドンナ～!“こんにちは”と“さようなら”を同時にやってのけました中山競馬場～!初めての中山でそしてキャリアのラストラン、見事に締めくくってくれました。GI7勝、グランプリが花道、絵になる乙女ジェンティルドンナ～!一番欲しかったゼッケン4番と共にトップで駆け抜けました!」（2014年有馬記念）
「JRAにとっての、まさに大晦日、ファンファーレは除夜の鐘!あらゆる煩悩を振り払い、2500（m）のフィニッシュ地点に向けての、この完全集中、12万人、大観衆が証人となります」（2015年有馬記念）
「最後の直線に入ってまいりました!ゴールドシップ、ラストラン!懸命に鞭を使って内田博幸、愛馬を促す!しかし、前のほうではキタサンブラック、マリアライト、そして、7番のゴールドアクター!ここでサウンズオブアースが突っ込んでくる!抜け出しているのはゴールドアクター、そしてサウンズオブアース、勝ったのはゴールドアクター〜〜!!なんと、主役はやっぱりゴールドアクター、スクリーンヒーロー産駒!4連勝でこの夢の舞台を制しました!これは驚きの主演男優賞、ゴールドアクターです!握りこぶしと共に吉田隼人騎手、大観衆この歓声をため息に変えた2分33秒0の勝ちタイム!」（同上）
「体半分差までキタサンブラック、武豊、じわりじわり白い帽子が進出してくる。（キタサンブラックを）見るようにゴールドアクター、そして、サトノダイヤモンド、外を回ってシュヴァルグランも上がってきた!人気馬が、前に一気に押し寄せてくる!その中で、ここで先頭はゴールドアクターか、キタサンブラック、苦しいのか、サトノダイヤモンドも上がってきている!前、上位人気、この争いに移った中で、キタサンブラックもう一度、ゴールドアクター負けられない!そしてサトノダイヤモンド、前、3頭の争いは、最後届いたかどうか〜〜!!内でキタサンブラック、外、サトノダイヤモンド!3歳馬の労をねぎらうクリストフ・ルメール!最後に思いを解き放ったサトノダイヤモンド!最後は上位人気3頭の争い、もう一度という思いでキタサンブラック、しかし、3歳馬の挑戦は、最後の最後に夢を現実に叶えたという、クリストフ・ルメールとサトノダイヤモンド!去年の覇者、ゴールドアクターは3着。今、場内のターフビジョンにも大きく最後、何とか届いたというゼッケン11番、サトノダイヤモンド1着の映像です!」（2016年有馬記念、これが塩原にとって最後のGI実況となった）

## F1実況
1993年からF1中継を担当しており、2002年からは日本グランプリの実況をCS放送も含めて担当している。スタートの際にシグナル点灯の様子などは実況せず、口上とレース名を述べるスタイルが特徴。また、スターティンググリッド紹介では、グランプリ開催地や世相を絡めた紹介を行う。
翌年からの担当が決定した際に研修で訪れた1992年イタリアグランプリのウォームアップ走行中に行った実況のテストでは、「カーナンバー」を「ゼッケン」、人物が映し出されると「彼はウィリアムズのテクニカルディレクター、パトリック・ウッド!」などと口走り、教育係の三宅正治に正される様子がみられたほか、青っぽいマシン（ジョーダン、マーチ、ミナルディなど）を見ると何でも「リジェ!」と実況してしまいディレクターの松野博文から「おめえリジェすきだなぁ」と揶揄されていた。
2017年を以てCS放送のF1実況から一時降板しており、2018年、2019年はBSで録画放送される日本グランプリの実況を担当するに留まった。また2019年から2021年まではBSフジで放送されていたスーパーフォーミュラの実況を、同じくF1実況経験のある先輩アナウンサー野崎昌一と共に担当していた。
2022年4月22日、フジテレビモータースポーツの公式Twitterにて5年ぶりにフジテレビのF1中継に復帰することが発表された。

## 出演番組
報道番組
| 期間          | 期間          | 番組名            | 役職               | 担当日 |
| ------------- | ------------- | ----------------- | ------------------ | ------ |
| 1988年7月16日 | 1989年4月2日  | FNNスーパータイム | スポーツキャスター | 休日   |
| 1991年4月12日 | 1992年3月27日 | FNN World Uplink  | スポーツキャスター | 金曜日 |

バラエティ番組・スポーツ中継の実況・その他
- FNSの日・FNSスーパースペシャル1億人のテレビ夢列島（第1回の提供読みを担当）
- オレたちひょうきん族（ひょうきんアナウンサーのピンチヒッターとしてまれに出演）
- 森田一義アワー 笑っていいとも!「テレフォンショッキング」（1988年頃 - 1992年頃→休業→2010年12月9日から単発として復帰、テレフォンアナ担当）
- あしたのG（初代ナビゲーター）
- トリビアの泉 〜素晴らしきムダ知識〜（「トリビアの種」で実況がある場合の担当）
- 超潜入!リアルスコープハイパー（実況解説のみ）
- フジアナスタジオ まる生（不定期出演）
- ヨルタモリ（ショートコントとして鉄道車両を競馬に見立てた実況担当）
- フォーミュラ・ニッポン（J SPORTS）→スーパーフォーミュラ（BSフジ・2019年〜2021年）
- 北海道マラソン（北海道文化放送制作、毎年8月最終週、近年は女子の実況を担当。過去には吉田香織選手のゴール実況、渡辺共則と久保田満のゴール地点中島公園内でのフィニッシュ対決、千葉真子のラストランなどの実況を行っている）
- 東日本女子駅伝（福島テレビ制作、毎年11月第2週、スタート・フィニッシュ担当。開催地の福島県出身ということもあり毎年中継に参加している）
- おーい!ひろいき村（実況のみ）
- F1、ゴルフ、フィギュアスケート、競馬、野球、マラソンなどスポーツ実況中継

同局看板種目のバレーボールには関わっていないが、2000年のシドニー五輪では決勝戦を担当した。
- CSプロ野球ニュース
- CSシネマホリック（日本映画専門チャンネル 映画情報番組）
- 日本映画専門チャンネルヘッドライン
- とんねるずのみなさんのおかげでした（不定期で放送される「全落○○選手権」の実況）
- 冗談騎士（BSフジ ナレーション）
- BSフジLIVE プロ野球

## 同期アナ
- 笠井信輔（現在はフリーアナウンサー）
- 中井美穂（現在はフリーアナウンサー）
- 青木美枝（現在は異動）